# Nyírkáta
Nyírkáta is een plaats (község) en gemeente in het Hongaarse comitaat Szabolcs-Szatmár-Bereg. Nyírkáta telt 1827 inwoners (2001).